# Dieseltinus

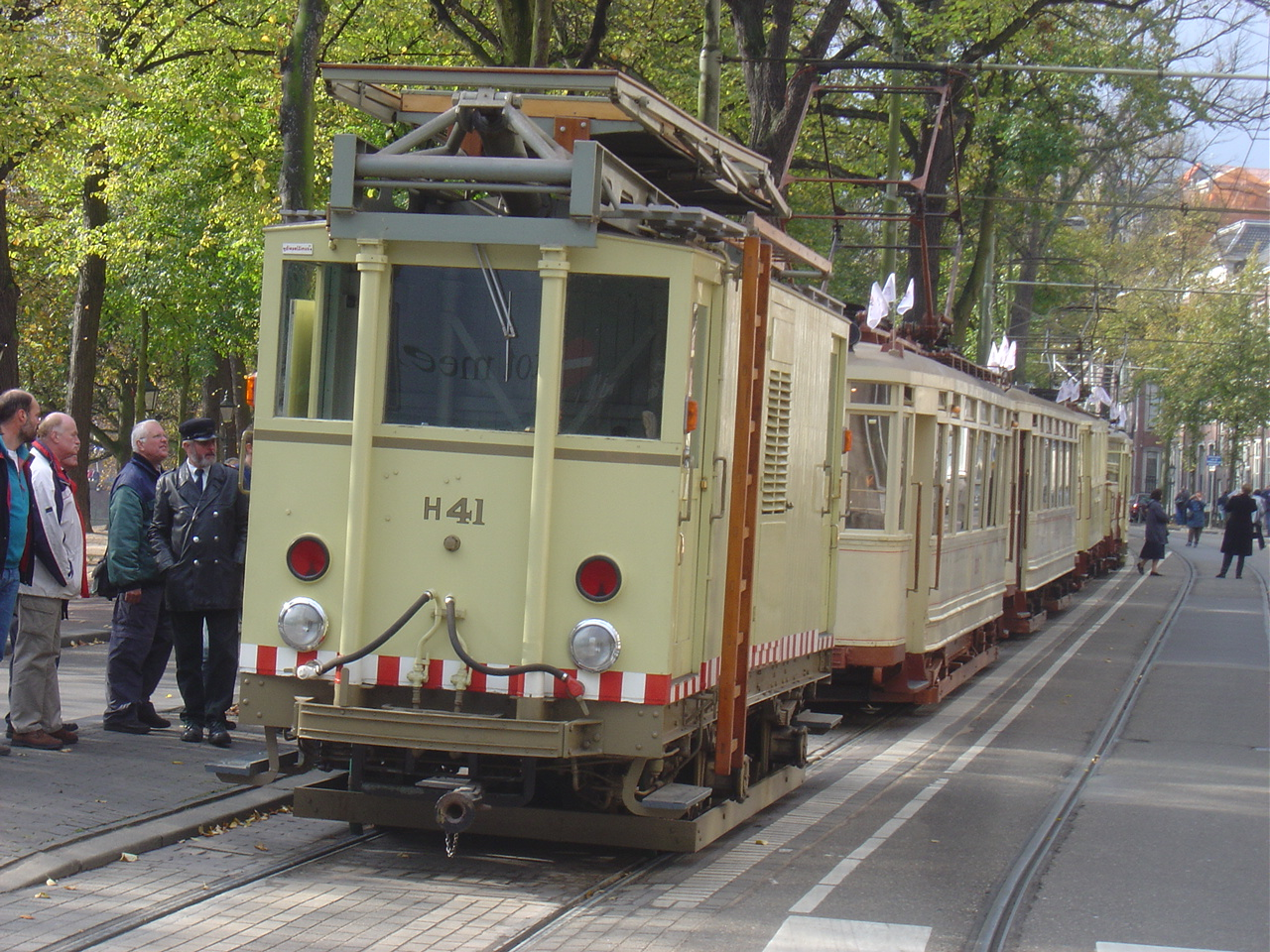
H41 Dieseltinus bij een tramoptocht in 2004.

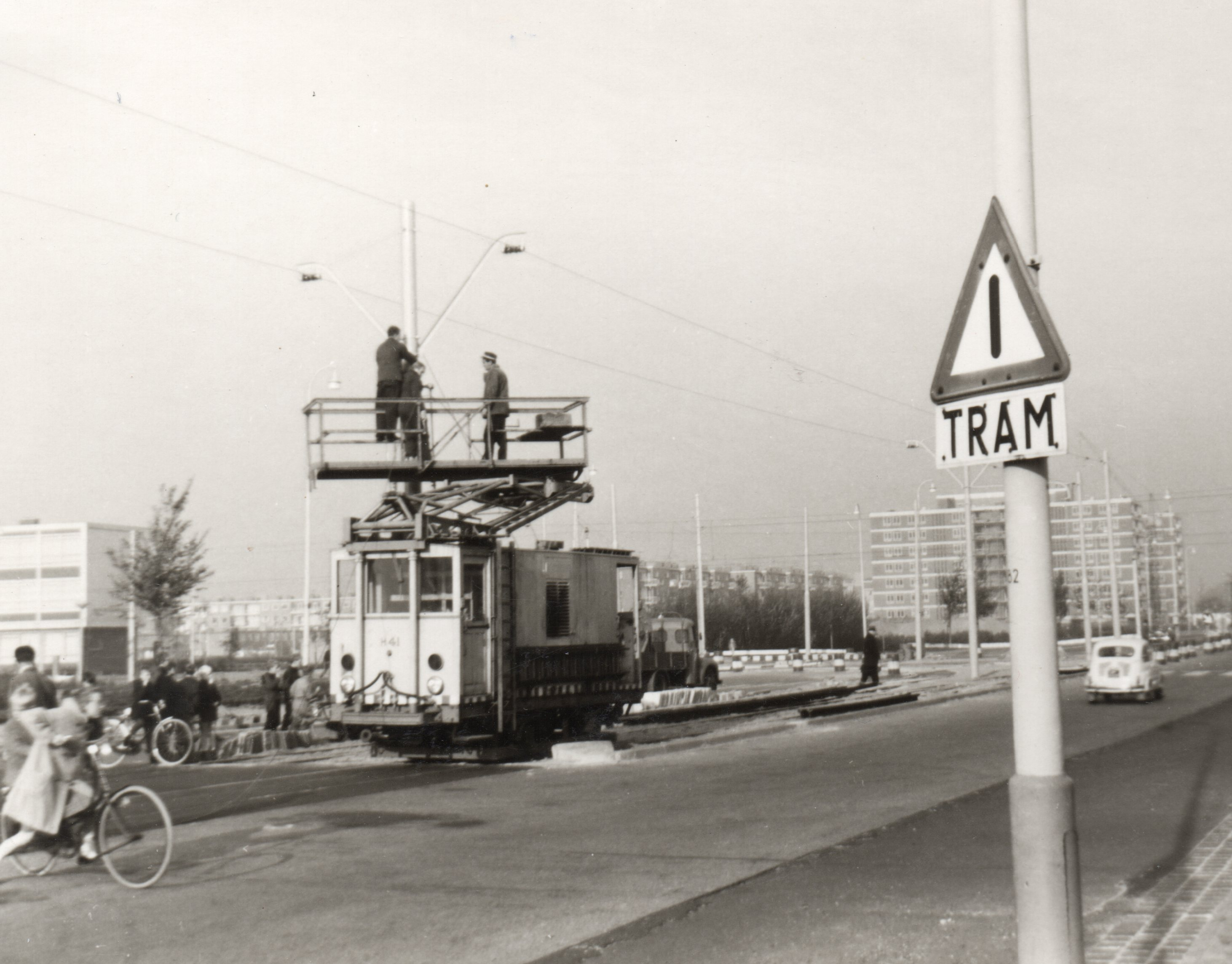
Dieseltinus aan het werk op de Hofzichtlaan in de wijk Mariahoeve in 1966.

Dieseltinus is een trammotorwagen met dieselelektrische aandrijving, die onder het nummer H41 door de Haagsche Tramweg-Maatschappij werd gebruikt als bovenleidingreparatie- en rijdraadinspectiewagen.
In 1923 leverde de Norddeutsche Waggonfabrik (Nordwaggon) te Bremen de bovenleidingmontagewagen (motorlorrie) HTM 3 aan de toenmalige N.V. Haagsche Tramweg-Maatschappij (HTM). Voor het werk aan de aanleg en het onderhoud en voor reparaties van rijdraadbreuken aan de bovenleiding bestond behoefte aan een krachtvoertuig dat zich zelfstandig kon voortbewegen. De HTM 3 was een benzo-elektrische motorwagen met een benzinemotor van het merk Faun. De motor dreef een anti-gecompoundeerde shuntdynamo aan, die rechtstreeks stroom leverde aan de twee tractiemotoren van elk 25 pk / 19 kW. De werkwagen werd aangeschaft voor de aanleg van de buitenlijn I² (Den Haag – Wassenaar - Leiden) en had tot 1959 een eigen spoor in de remise Maaldrift te Wassenaar, maar werd op het gehele Haagse tramnet ingezet bij de aanleg en het onderhoud van bovenleidingen.
Tussen november 1959 en juni 1960 kreeg de motorwagen een grote revisie. De benzinemotor werd vervangen door een 25/39 kW [16/25 t/s] dieselmotor van Kromhout. Voorts werd er een hydraulische Geesink-hefbrug geplaatst en werd het persluchtwerk vernieuwd. De wagen verruilde zijn bruine kleur voor crème met een rood/witte blokrand en werd vernummerd van HTM 3 naar H41. De eerste grote taak die hij na deze revisie kreeg was het opbreken van dezelfde tramlijn naar Wassenaar en Leiden die hij in 1923-24 had helpen opbouwen.
De motorwagen heeft de bijnaam "Dieseltinus" te danken aan Tinus Kok, de monteur die jarenlang de vaste berijder van het voertuig is geweest. Deze naam werd aan het publiek kenbaar gemaakt door middel van een bordje dat aan de voorzijde op de wagen was bevestigd.
De H41 is tot 1982 bij de HTM in dienst geweest. Tegenwoordig is de wagen in rijvaardige staat onderdeel van de collectie van het Haags Openbaar Vervoer Museum.

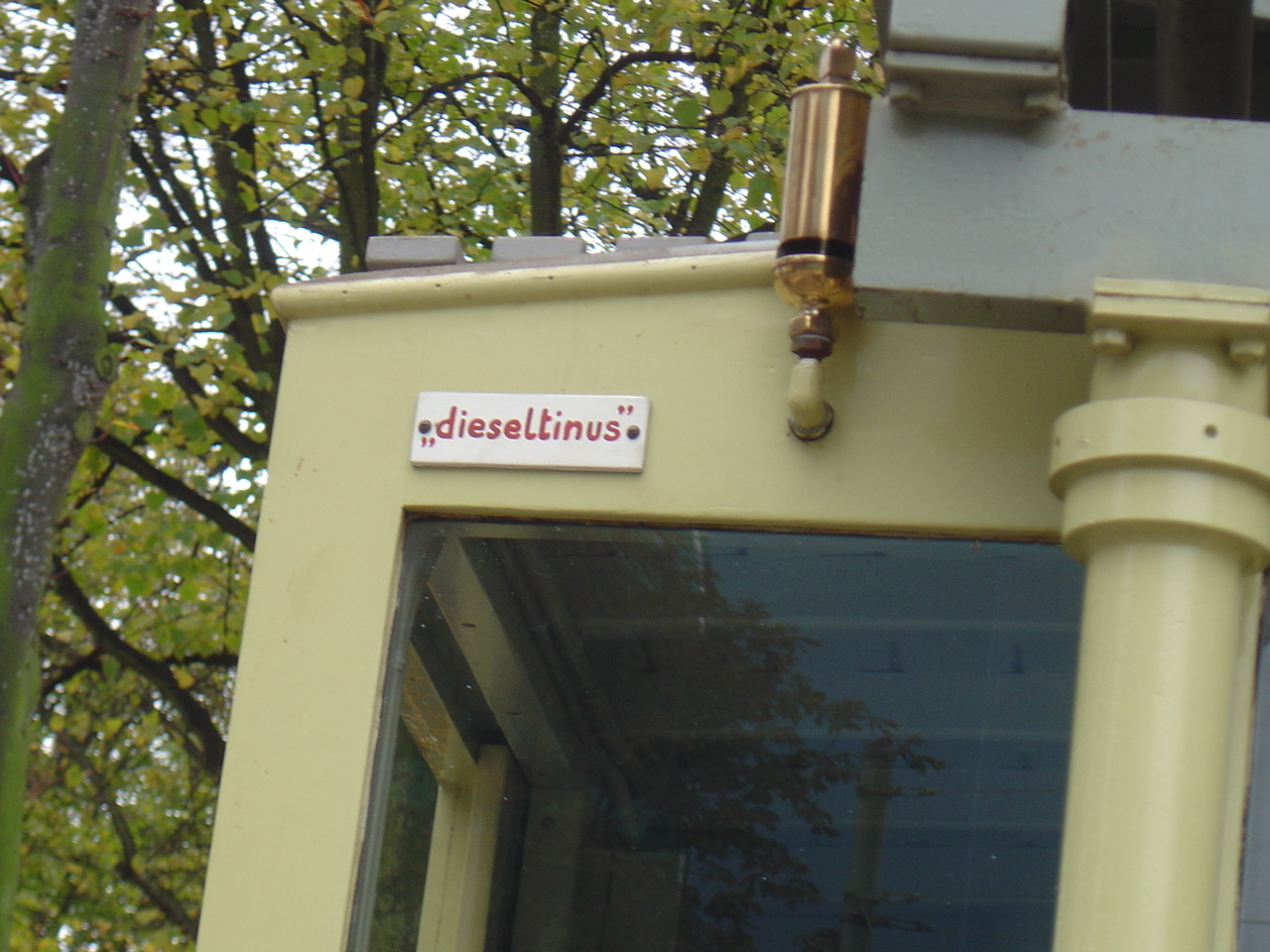
Bordje
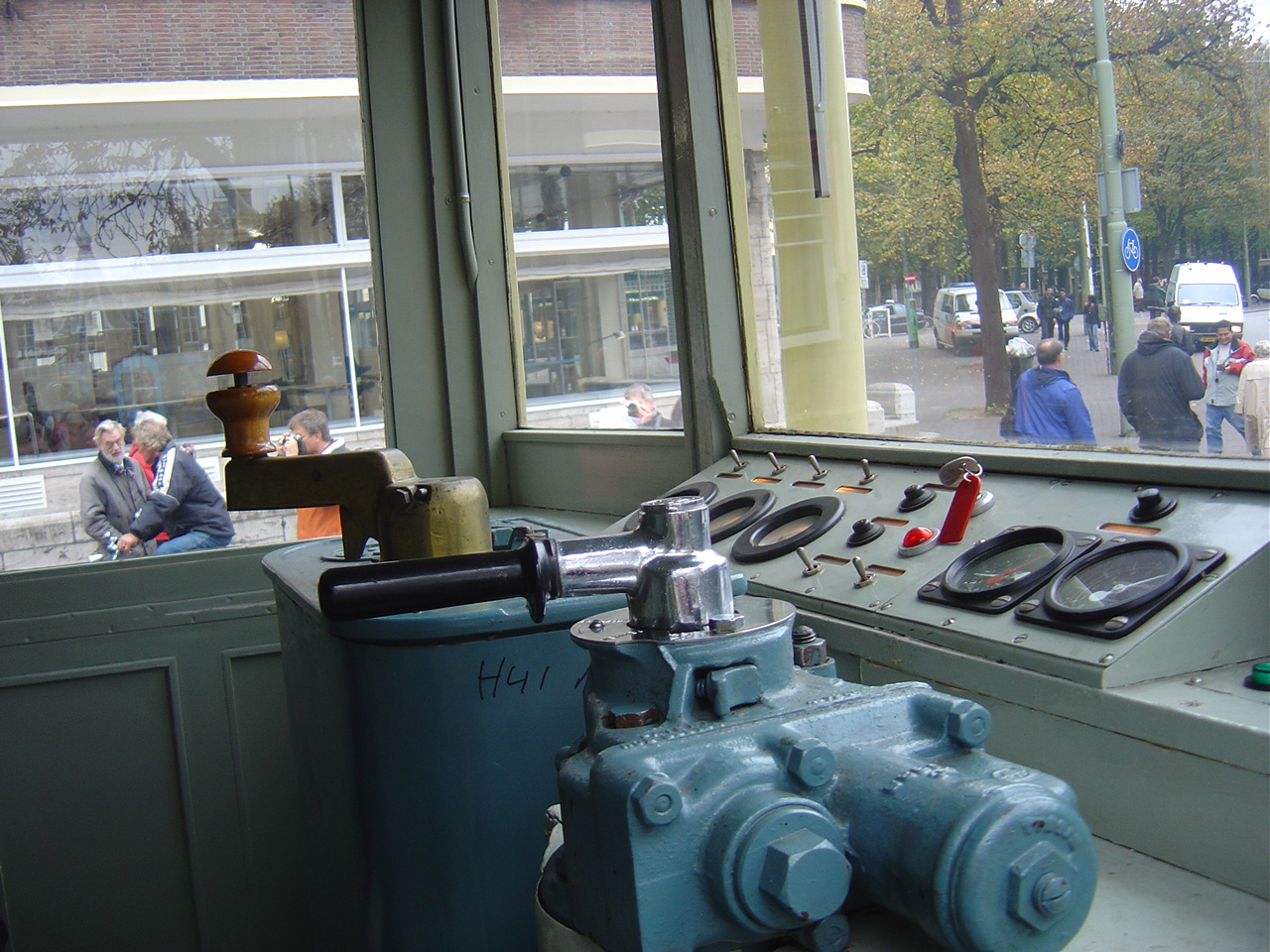
Cabine
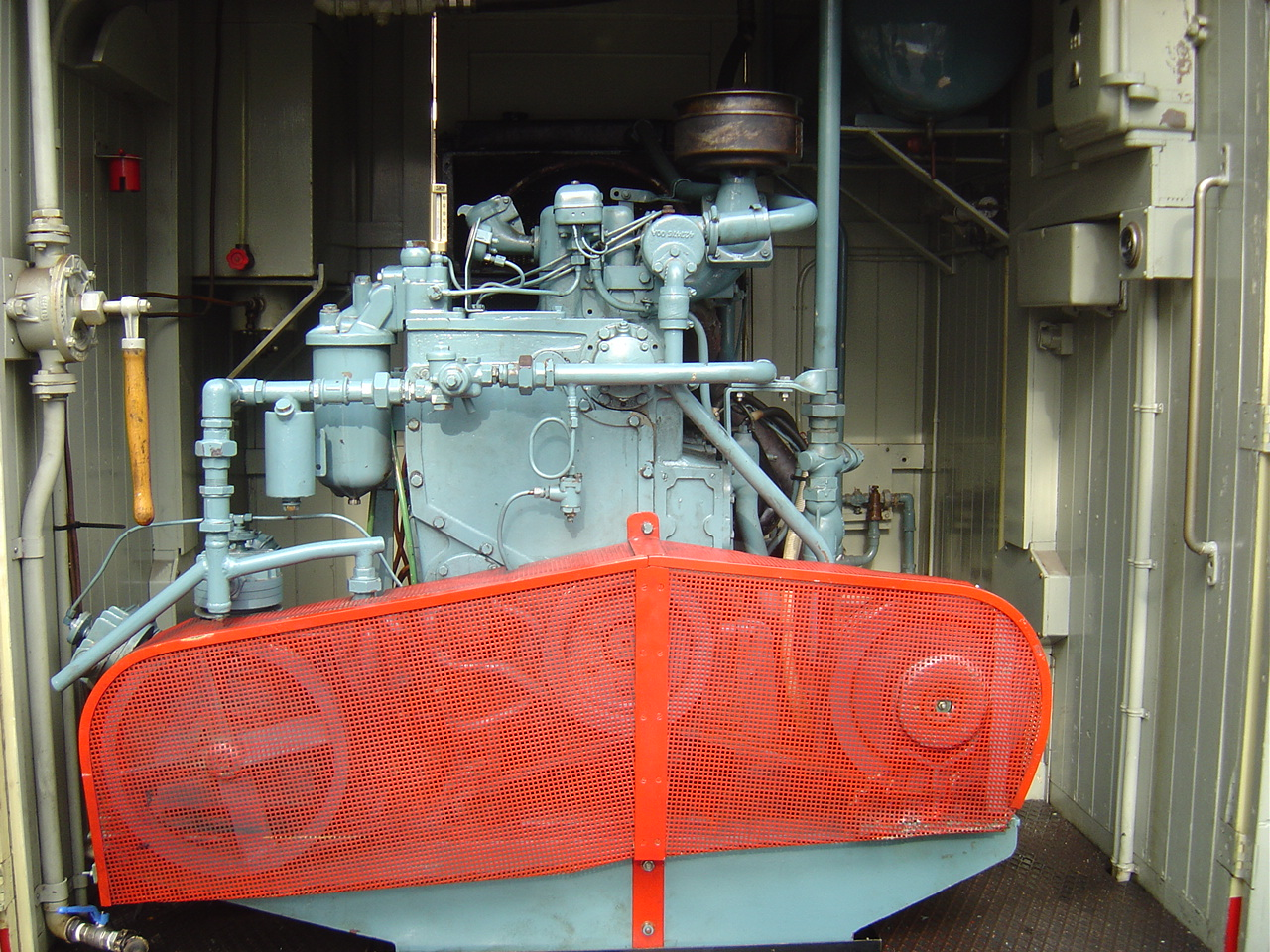
Motorruimte